# Sembrax demades
Sembrax demades är en insektsart som beskrevs av Ronald Gordon Fennah 1969. Sembrax demades ingår i släktet Sembrax och familjen sporrstritar. Inga underarter finns listade i Catalogue of Life.